# 錫惠公園

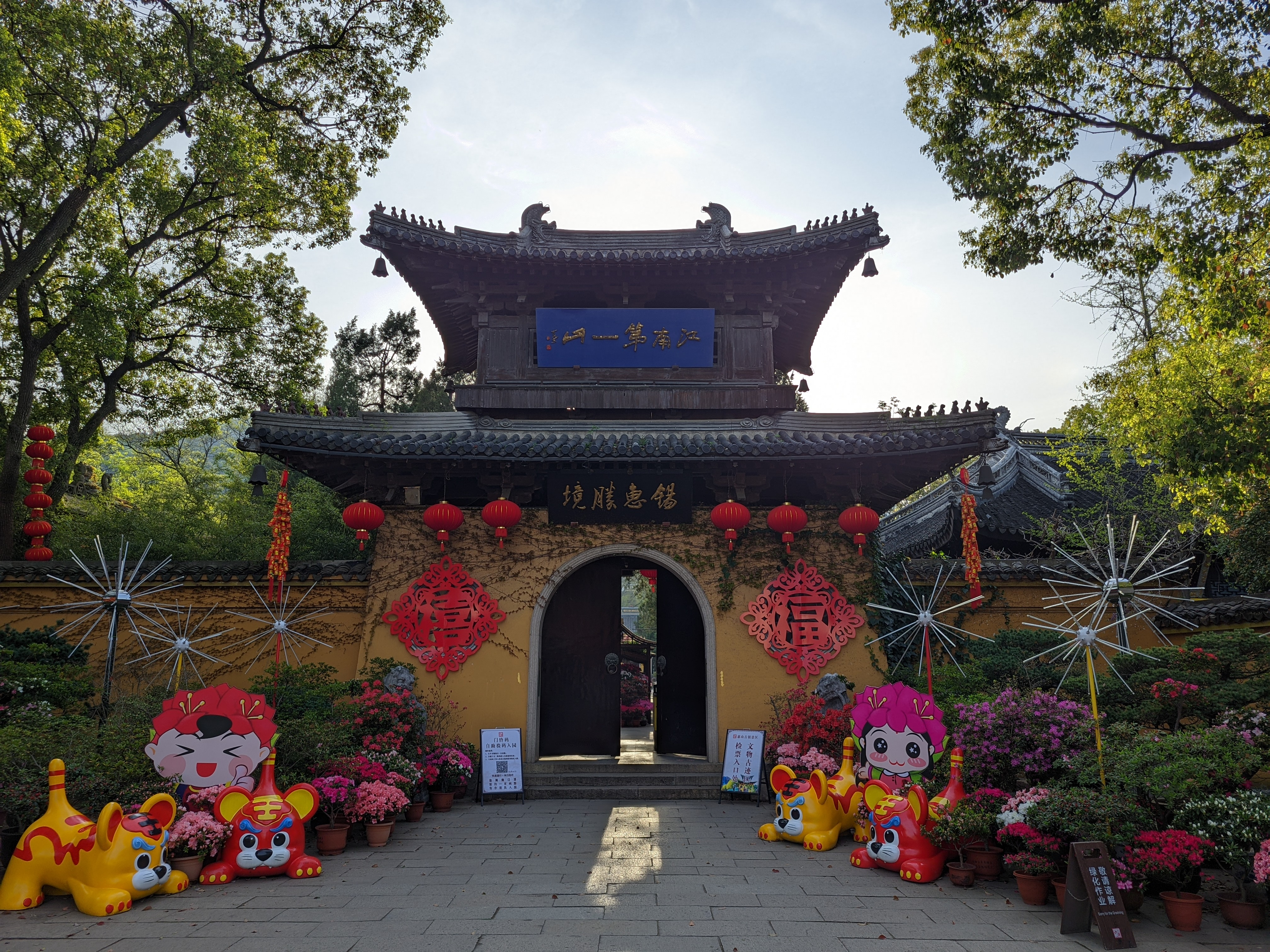
“錫惠勝境”大門

錫惠公園是中華人民共和國江苏省无锡市的一个国家重点公园。它成立于1958年，內有寄畅园、天下第二泉、龍光塔、惠山寺以及连接錫惠公園和惠山森林公园的缆车。